# 塚田僚一
塚田 僚一（つかだ りょういち、1986年〈昭和61年〉12月10日 - ）は、日本のアイドル、歌手、俳優、タレント。男性アイドルグループ・A.B.C-Zのメンバー。愛称は、塚ちゃん。
神奈川県出身。STARTO ENTERTAINMENT所属。

## 来歴
KinKi Kidsが出演していた歌番組で、バックダンサーとして山下智久や生田斗真らが出演しているのを見て、自分も入れるのではないかと思い自ら履歴書をジャニーズ事務所に送り、オーディションを受けて1998年11月8日に入所。同期に亀梨和也、中丸雄一、赤西仁、増田貴久、藤ヶ谷太輔、越岡裕貴がいる。2001年にジャニーズJr.内ユニット・A.B.C.のメンバーに選ばれる。2008年8月からユニット名がA.B.C-Zに変わり、2012年2月1日、A.B.C-ZのメンバーとしてDVDデビューを果たした。その他、ダンスが上手いメンバーで結成されたユニット・舞闘冠のメンバーとして番組やCMにも出演していた。
2017年4月に舞台『サクラパパオー』で舞台単独初主演を果たす。翌2018年には、『ラスト・ホールド!』で映画初主演を務める。
2023年5月2日、体調不良のため一定期間活動を休止することを発表。6月6日から大阪松竹座で公演予定だった五関晃一とのW主演舞台『夜曲〜ノクターン〜』も休演する（代役は戸塚祥太が務める）。8月31日、活動再開が発表される。
2024年5月に個人のInstagramとホームページを開設。ホームページの運営会社は「つか田家」。

## 人物
小学校の6年間は体操クラブに所属していた。ジャニーズ入所前には、池谷幸雄の鉄棒の教材用ビデオに生徒役として出演した経験がある。メンバーの中で最もアクロバットを得意としており、グループの公演でもアクロバットコーディネーターを担当している。コンサートではバック転で花道を渡りきる挑戦を続けており、2015年5月31日に国立代々木競技場第一体育館で行われた「Early summer concert」では連続30回のバック転に成功し、自己記録を更新した。また、2015年7月1日放送のTBS系スポーツエンターテインメント番組『SASUKE』にジャニーズで初めて出場した他、2016年1月15日放送の『芸能界特技王決定戦 TEPPEN』のベンチプレス対決にもジャニーズ代表として出場するなど、高い運動能力が評価されている。2022年にはボディビルにも挑戦し、8ヶ月間のトレーニングに取り組んだ結果、11月27日開催の『APF Beyond Cup』「フィジークモデル ファーストタイマー 170cm未満」部門で3位入賞を果たした。
2015年5月7日に放送されたフジテレビ系バラエティー『アウト×デラックス』で、自らも男性アイドルでありながらモーニング娘。やでんぱ組.incなどの女性アイドルが好きなことや、ファンには自分から声を掛けに行くこと、さらには性についてのエピソードなどジャニーズでは“アウト”と思われるような一面も隠すことなく披露した。するとその屈託のなさや突き抜け感、素直な人柄が反響を呼び、以降多数のバラエティー番組に出演が決まった。

女装した姿では「塚リカ」と名乗っている。塚リカは女性アイドルという設定であり、A.B.C-Zのコンサートで誕生し、数々の公演に登場してきた。2024年より本格始動。
2020年に保護犬であったオスのビーグル犬を引き取り、「ウィン」と名付けて飼っている。コロナ禍で塚田が自宅からラジオ『A.B.C-Z 今夜はJ's 倶楽部』にリモート出演していた際には、ウィンの鳴き声がたびたびラジオに流れ、人気となった。ウィンの人気に嫉妬した塚田はウィンの毛色を真似して髪の毛を染めるなど、犬を目指していたことがある。2022年には同じく保護犬の「ファン」を迎え入れた。ファンはメスのニューファンドランド。加えて、メスのバーニーズ・マウンテン・ドッグの「ルンルン」もいる。
Kis-My-Ft2の宮田俊哉とは、宮田が小学6年生の時からの付き合いで「最高の親友」と認め合う仲。またSnow Manの佐久間大介とは、映画『ラスト・ホールド!』で共演したことを機にプライベートでも仲が良い。
トレードマークは金髪で、キャッチフレーズは「金髪、筋肉、塚ちゃんです!」。また「塚田会」では自らリーダーとなり、「塚田を褒めること」「悪口は言わないこと」というルールがある。
2歳下と3歳下の妹がいる。

## 出演
個人での出演のみ記述。グループとしての出演はA.B.C.や舞闘冠、A.B.C-Z#出演を参照。

### 舞台
- SHOW劇'99 MASK（1999年、日生劇場）[48]
- big 〜夢は、かなう。〜（2000年8月1日 - 27日、東京国際フォーラム・ホールC）- 少年役（アンサンブル）[49][50]
- イット・ランズ・イン・ザ・ファミリー〜パパと呼ばないで〜（2014年9月20日 - 10月13日、PARCO劇場 他） - レズリー 役[51]
- ボクの穴、彼の穴。（2016年5月21日 - 28日、PARCO劇場）[52][53] - 主演[54]（渡部秀とW主演）
- JOHNNYS' ALL STARS IsLAND（2017年1月1日 - 24日、帝国劇場）[55]
- サクラパパオー（2017年4月26日 - 30日、彩の国さいたま芸術劇場大ホール / 5月10日 - 14日、東京国際フォーラムホールC / 5月16日、電力ホール / 5月19日、穂の国とよはし芸術劇場PLAT主ホール / 5月25日 - 26日、サンケイホールブリーゼ） - 主演・田原俊夫 役[12]
- 『Mogut』〜ハリネズミホテルへようこそ〜（2021年1月15日 - 17日、COOL JAPAN PARK OSAKA WWホール / 1月21日 - 31日、品川プリンスホテル ステラボール） - 主演・ラ・モグー 役[56]
- Sound Fantasy朗読劇『月世界旅行』（2022年2月19日 - 27日、よみうり大手町ホール / 2022年3月5日・6日、ABCホール） - 主演・インピー・バービケーン 役[57]
- 熱海五郎一座 新橋演舞場シリーズ第8弾 東京喜劇「任侠サーカス 〜キズナたちの挽歌〜」（2022年5月29日 - 6月26日、新橋演舞場） - 木下大作 役（ゲスト出演）[58]
- 風が強く吹いている（2023年1月18日 - 22日、シアター1010） - 主演・清瀬灰二 役[59]
- 名作戯曲リーディング Vol.1「セイム・タイム、ネクスト・イヤー」（2023年3月10日 - 12日、紀伊國屋ホール） - 主演・ジョージ 役[60][61]

### コンサート
- Johnny's Winter Concert（1998年12月27日 - 1999年1月6日、横浜アリーナ・大阪城ホール）[62]
- Fresh Spring Concert（1999年5月2日 - 6月20日、横浜アリーナ・大阪城ホール）[63]
- ジャニーズJr. Spring Concert 2000（2000年4月3日 - 5月7日、横浜アリーナ・大阪城ホール・名古屋レインボーホール）[64]
- ジャニーズJr.〈東・阪・名〉3大ドームコンサート（2000年9月3日 - 10月15日、東京ドーム・大阪ドーム・ナゴヤドーム）[64]

### テレビ番組
- あしたのJ（2001年7月1日 - 9月30日、日本テレビ）[65]
- アウト×デラックス（2015年5月7日 - 2022年3月17日、フジテレビ）[32][66]
- SASUKE（2015年〔第31回〕 - 2023年〔第41回〕、TBS）[25][67][68][69][70][71][72][73][74][75]
- 鬼すごピーポー（2015年12月29日・2016年1月5日、CBCテレビ） - MC[76]
- デルサタ（2016年4月9日[77] - 2021年3月20日[78]、メ〜テレ） - デルサタファミリー（準レギュラー）[79]
- 変装かくれんぼ ハイド&シーク（2018年12月8日〔第1回〕 - 2020年3月20日〔第4回〕、全ての回に変装芸能人として出演、TBS）[80]
- キャスト（2021年7月6日 -  2022年3月30日、ABCテレビ） - 火曜コーナー「古川×河合のなんでやねん!?」レギュラー[81]
- サタデーファンキーズ（2022年4月2日 - 、岩手めんこいテレビ） - 橋本・河合と週替わりMC[82]
- newsおかえり（2022年4月5日 - 2023年4月・2023年10月10日 - 、ABCテレビ） - 火曜リポーター[83]として「古川×塚田のなんでやねん！？」レギュラー[84]（河合と隔週出演[85][86]）
  - 真相追究バラエティー　古川＆河合・塚田の『なんでやねん!?』（2022年12月3日、ABCテレビ）[87]
  - news おかえりプレゼンツ なんでやねん!? 全国大調査SP（2023年3月19日[88]・12月3日[89]・2024年7月14日[90]、ABCテレビ）
- ドデスカ!（2022年9月[注 1]、メ〜テレ） - 木曜準レギュラー（月1回VTR出演）[92]
- 信州に移住しちゃいました。2（2022年9月23日、テレビ信州） - ナレーション[93]
- 熊本城マラソン2024（2024年2月18日、テレビ熊本） - 番組応援サポーター[94]
  - 熊本城マラソン2025（2025年2月16日、テレビ熊本） - 番組スペシャルランナー[95]
- THE突破ファイル新春3時間SP「突破交番オリジナルドラマSP」（2025年1月2日、日本テレビ） - 居酒屋客 役[96]
- A.B.C-Z 橋本良亮&塚田僚一 男ふたりの冒険旅in八丈島（2025年7月4日 - 、日テレプラス）[97]

### テレビドラマ
- 仮面ティーチャー（2013年7月6日 - 9月28日、日本テレビ） - 金髪先生 役[98]
- 特別ドラマ企画 仮面ティーチャー（2014年2月14日、日本テレビ）- 金髪先生 役[99]
- 魔法★男子チェリーズ（2014年6月21日 - 9月27日、テレビ東京）- 主演・ 大門寺司 役[100]
- さくらの親子丼（2017年10月7日 - 11月25日、東海テレビ・フジテレビ） - 中西俊太 役[101]
- ワンモア（2021年4月6日 - 5月18日、名古屋テレビ）-主演・空田公平 役[102]

### 映画
- 劇場版仮面ティーチャー（2014年2月22日） - 金髪先生 役[103]
- ラスト・ホールド!（2018年5月12日） - 主演・岡島健太郎 役[13]
- ぼくらのショウタイム（2019年4月19年）- 主演・黄原 役[104]
- オレたち応援屋!!（2020年10月23日）-主演・森田壮吉 役[105]

### CM
- 森永製菓「ザ・クレープ」「板チョコアイス」（2019年9月19日 - 12月18日） - WEB動画[106]
- アダストリア「.st(ドットエスティ)」（2022年5月18日[107] - 動画終了） - アプリ限定動画「ドットエスティ･スペシャルムービー」天の声 役[108]

## 書籍

### 雑誌連載
- 伝説への道〜塚ちゃん宮っちの神対応で行こう!（『Myojo』、集英社）[109]

## 作品
| 曲名                      | 作詞                                               | 作曲                                      | JASRAC作品コード | 名義                                          | 収録                                                                 |
| ------------------------- | -------------------------------------------------- | ----------------------------------------- | ---------------- | --------------------------------------------- | -------------------------------------------------------------------- |
| 気にせずGO MY WAY         | つかちゃん班長（リカちゃん☆ファクトリー）          | つかちゃん班長（リカちゃん☆ファクトリー） | 204-3611-4       | A.B.C-Z                                       | ライブDVD『Summer Concert 2014 A.B.C-Z★"Legend"』                    |
| DARKNESS（LOVEです☆ver.） | つかちゃん係長（リカちゃん☆ファクトリー）          | つかちゃん係長（リカちゃん☆ファクトリー） | 712-4860-9       | A.B.C-Z                                       | アルバム『A.B.Sea Market』 - 塚だぁくねす feat.塚☆リカ               |
| へそのお                  | 塚田僚一                                           | 塚田僚一                                  | 715-3848-8       | A.B.C-Z 塚田僚一                              | アルバム『ABC STAR LINE』 - 塚田ソロ                                 |
| AMAZING STORY             | 成海カズト                                         | JUKEBOXFRIDAY                             | 226-0743-9       | 塚田僚一 『JOHNNYS'ALL STARS ISLAND』         |                                                                      |
| アツあつ!?夏フェス☆!!     | 前山田健一                                         | 前山田健一                                | 717-7631-1       | A.B.C-Z 塚田僚一                              | アルバム『5 Performer-Z』- 塚田ソロ                                  |
| 好きなんだ…               | ma-saya （ラップ詞：戸塚祥太・河合郁人・塚田僚一） | VaChee 小川裕太郎                         | 237-2244-4       | 戸塚祥太・河合郁人・塚田僚一／A.B.C-Z A.B.C-Z | アルバム『VS 5』〈通常盤〉 - 戸塚 VS 河合 VS 塚田                    |
| S.J.G.                    | 塚田僚一 ウルトラ寿司ふぁいやー しょーりん         | 加部輝                                    | 269-7037-6       | A.B.C-Z 塚田僚一                              | アルバム『BEST OF A.B.C-Z』- 塚田ソロ                                |
| Stay Back                 | Ryu                                                | Ryu                                       | 306-4286-8       | A.B.C-Z                                       | アルバム『F.O.R-変わりゆく時代の中で、輝く君と踊りたい。』- 塚田ソロ |

## 振付
A.B.C-Z
- Vanilla（間奏）
- Let's Go!!〜未来へ架かる橋〜（五関晃一との共作）
- Za ABC〜5stars〜（五関晃一との共作で塚田はアクロバット部分を担当）
- 恋に落ちたボディガード
- 忘年会!BOU!NEN!KAI!
- トリプルラッキー!!!
- FORTUNE（五関晃一との共作）
- Chance to Change
- さぁ生きまくれ! wonderful life!

宇宙Six
- Make My Day

## 塚☆リカ
塚☆リカ（つかリカ）は、塚田が扮する女性アイドル。ただし「塚田は塚☆リカのプロデューサー」とし、塚田と塚☆リカは別人という設定で活動している。
これまで「5Stars 5Years Tour」や「Going with Zephyr」などA.B.C-Zの数々のコンサートに登場。「終電を超えて〜Christmas Night」や「忘年会!BOU!NEN!KAI!」のMVにも出演している。
2024年4月から本格稼働を開始し、個人公式X（旧Twitter）アカウントの開設、6月のライブハウスツアー開催を発表した。8月には世界最大のアイドルフェス『TOKYO IDOL FESTIVAL』に初出演した。同年11月23日、リカから「お勉強をしたい」「旅に出たい」との申し出があり、プロデューサーは前向きに受け入れた、として活動休止を発表した。
キャッチフレーズは「国語、算数、リカちゃんです！」。イエローマッスルガールズのプロテインイエロー担当。
ファンネームは「ひまわりちゃん」。由来は、A.B.C-Zのライブに出させてもらったときに、ファンが夏に咲くひまわりに見えたからであり、リカがスペースでの配信の際に勢いで命名した。ひまわりをモチーフにしたペンライトや衣装が存在する。
リカの振付や演出も塚田が行なっている。

### イベント
- TOKYO IDOL FESTIVAL（2024年8月2日 - 4日、お台場の青海周辺エリア）[125][126]
- 清竜人ハーレム♡フェスタ2024（2024年9月7日、KT Zepp Yokohama）[134]
- カオスフェス2024（2024年10月23日、1000 CLUB）[135]

### 作品
| 曲名                       | 作詞                                      | 作曲                                      | JASRAC作品コード | 名義             | 収録                                                   |
| -------------------------- | ----------------------------------------- | ----------------------------------------- | ---------------- | ---------------- | ------------------------------------------------------ |
| 気にせずGO MY WAY          | つかちゃん班長（リカちゃん☆ファクトリー） | つかちゃん班長（リカちゃん☆ファクトリー） | 204-3611-4       | A.B.C-Z          | ライブDVD『Summer Concert 2014 A.B.C-Z★"Legend"』      |
| DARKNESS（LOVEです☆ver.）  | つかちゃん係長（リカちゃん☆ファクトリー） | つかちゃん係長（リカちゃん☆ファクトリー） | 712-4860-9       | A.B.C-Z          | アルバム『A.B.Sea Market』 - 塚だぁくねす feat.塚☆リカ |
| アツあつ!?夏フェス☆!!      | 前山田健一                                | 前山田健一                                | 717-7631-1       | A.B.C-Z 塚田僚一 | アルバム『5 Performer-Z』- 塚田ソロ                    |
| 私をさらってプロデューサー | RT2                                       | 加部輝                                    | 302-4647-4       | 塚☆リカ          | Instagramにて公開                                      |
| みんなで手を叩こう         |                                           |                                           |                  |                  |                                                        |
| 塚☆リカライブハウスの唄    | ひろせP（YCM）                            | ひろせP（YCM）                            | 305-2203-0       | 塚☆リカ          |                                                        |
| Limited Dance              | ひろせP（YCM） 大石捷人                   | ひろせP（YCM） 大石捷人                   | 305-2204-8       | 塚☆リカ          |                                                        |
| 塚☆リカ夏フェスの歌        |                                           |                                           |                  |                  |                                                        |
| スカスカスイカ             | ヤマモトショウ                            | ヤマモトショウ                            | 306-5984-1       |                  | Instagramにて公開                                      |